# Хайнрих фон Гройч
Хайнрих фон Гройч (на немски: Heinrich von Groitzsch; * ок. 1090; † 31 декември 1135, Майнц) е маркграф на Гройч, маркграф на Саксонската източна марка и от 1131 до 1135, като Хайнрих III, маркграф на Лужица.

## Биография
Той е вторият син на Випрехт фон Гройч (ок. 1050 – 1124), маркграф на Майсен и Лужица, и на първата му съпруга Юдита Пршемисловна от Бохемия († 1108), дъщеря на крал Вратислав II от Бохемия и съпругата му Сватава от Полша. Произлиза от фамилията на графовете на Гройч. 
През 1124 г., след смъртта на баща му, Хайнрих става бургграф на Магдебург и през 1131 г. маркграф на Лужица и фогт на манастир Нойверк в Хале на Зале. Сестра му Берта († 16 юни 1144) наследява замък Гройч и е омъжена през 1120 г. за граф Деди IV от Ветин († 16 декември 1124). Хайнрих не успява да се наложи като маркграф на Майсен, там идват Ветините отново на власт с Конрад I.
Хайнрих се жени за Берта фон Гелнхаузен (също: фон Глайсберг, † сл. 1137). Берта е дъщеря на граф Фридрих III фон Гозек и на Аделхайд фон Щаде  или на Дитмар фон Зелболд-Гелнхаузен, от благородническия род Регинбодони.
Хайнрих и съпругата му Берта подаряват през 1133 г. манастир Бюргел. Бракът им е бездетен.